# 6-й округ департамента Уаза
6-й избирательный округ департамента Уаза включает шесть кантонов округа Компьень: Компьень-Нор, Гискар, Лассиньи, Нуайон, Рессон-сюр-Ма и Рибекур-Дреленкур. Общая численность населения по данным Национального института статистики Архивная копия от 21 сентября 2013 на Wayback Machine за 2010 г. — 108 036 чел. Общая численность избирателей, включённых в списки для голосования в 2012 г. — 74 661 чел.
Действующим депутатом Национального собрания по 6-му округу является Патрис Карвальо (Коммунистическая партия).
|  | Начало срока      | Конец срока       | Депутат              | Партия                             |
|  | ----------------- | ----------------- | -------------------- | ---------------------------------- |
|  | 18 июня 2012 г.   | н/вр              | Патрис Карвальо      | Коммунистическая партия            |
|  | 20 июня 2007 г.   | 17 июня 2012 г.   | Франсуа-Мишель Гонно | Союз за народное движение          |
|  | 19 июня 2002 г.   | 19 июня 2007 г.   | Франсуа-Мишель Гонно | Союз за народное движение          |
|  | 01 июня 1997 г.   | 18 июня 2002 г.   | Патрис Карвальо      | Коммунистическая партия            |
|  | 02 апреля 1993 г. | 21 апреля 1997 г. | Франсуа-Мишель Гонно | Объединение в поддержку Республики |
|  | 23 июня 1988 г.   | 01 апреля 1993 г. | Франсуа-Мишель Гонно | Объединение в поддержку Республики |

## Результаты выборов
Выборы депутатов Национального собрания 2012 г.:
|                | Кандидат             | Партия                    | Первый тур | Первый тур     | Второй тур | Второй тур |
| Кол-во голосов | Кандидат             | Партия                    | % голосов  | Кол-во голосов | % голосов  |            |
| -------------- | -------------------- | ------------------------- | ---------- | -------------- | ---------- | ---------- |
|                | Патрис Карвальо      | Левый фронт               | 9999       | 23,14          | 18 332     | 42,71      |
|                | Франсуа-Мишель Гонно | Союз за народное движение | 12 333     | 28,54          | 15 862     | 36,95      |
|                | Мишель Гиньо         | Национальный фронт        | 9578       | 22,16          | 8731       | 20,34      |
|                | Жан-Пьер Коссен      | Прочие левые              | 8855       | 20,49          |            |            |
|                | Франсуа Менар        | Демократическое движение  | 1071       | 2,48           |            |            |
|                | Карин Дютей          | Экологисты                | 656        | 1,52           |            |            |
| Прочие         | Прочие               | Прочие                    |            | менее 1 %      |            |            |

Выборы депутатов Национального собрания 2007 г.:
|                | Кандидат             | Партия                            | Первый тур | Первый тур     | Второй тур | Второй тур |
| Кол-во голосов | Кандидат             | Партия                            | % голосов  | Кол-во голосов | % голосов  |            |
| -------------- | -------------------- | --------------------------------- | ---------- | -------------- | ---------- | ---------- |
|                | Франсуа-Мишель Гонно | Союз за народное движение         | 19 424     | 44,50          | 22 829     | 54,01      |
|                | Патрис Карвальо      | Коммунистическая партия           | 10 768     | 24,67          | 19 437     | 45,99      |
|                | Ренца Фреш           | Социалистическая партия           | 4691       | 10,75          |            |            |
|                | Мишель Гиньо         | Национальный фронт                | 3297       | 7,55           |            |            |
|                | Доминик Сьяватти     | Демократическое движение          | 2027       | 4,64           |            |            |
|                | Арно Карон           | Партия зелёных                    | 1099       | 2,52           |            |            |
|                | Мари-Франс Жибу      | Движение за Францию               | 626        | 1,43           |            |            |
|                | Жан Пети             | Крайне левые                      | 584        | 1,34           |            |            |
|                | Мишель Летюв         | Охота, рыбалка, природа, традиции | 459        | 1,05           |            |            |
| Прочие         | Прочие               | Прочие                            |            | менее 1 %      |            |            |